# Retuerta del Bullaque
Retuerta del Bullaque és un municipi de la província de Ciudad Real a la comunitat autònoma de Castella-La Manxa. Limita amb els municipis Navas de Estena, Horcajo de los Montes, San Pablo de los Montes, Las Ventas con Peña Aguilera i Los Yébenes i el Robledo.